# El nom
El nom és un telefilm de comèdia àcida dirigit per Joel Joan, adaptació a la televisió de l'obra de teatre Le prénom de Matthieu Delaporte i Alexandre de la Patellière, que el propi Joel Joan va adaptar al teatre, i en el que va utilitzar el mateix repartiment. És una coproducció de TV3 i Focus Audiovisual, en associació amb Chapter 2 i amb la producció associada de Distinto Films, amb el suport del Departament de Cultura de la Generalitat de Catalunya. Gravada en català, fou emesa per TV3 el 23 d'abril de 2018.

## Sinopsi
Cinc personatges a un pis de Barcelona. La Isabel i en Pere, els amfitrions hi conviden el discret i entranyable Claudi Farré, amic d'infantesa de la Isabel; en Vicenç Orteu, el millor amic del Pere i del Claudi, i germà de la Isabel, llest, juganer, que arrisca molt i, de vegades, pren mal; i l'Anna Jassen, esposa d'en Vicenç, embarassada, independent, sofisticada, amb el costum d'arribar tard a tot arreu.
La paternitat imminent del Vicenç i l'Anna és el tema de conversa. Mentre esperen que l'Anna arribi, hi haurà preguntes i respostes enginyoses amb força sentit de l'humor. I, de cop, tot esclata. En Vicenç proposa com a nom Adolf, "com aquell senyor amb bigoti" ... i comença la batalla.

## Repartiment
- Sandra Monclús - Isabel
- Xavi Mira - Pere
- Sergi Vallès - Claudi Farré
- Joel Joan - Vicenç Orteu
- Mireia Piferrer - Anna Jassen

## Nominacions
Fou nominada al Gaudí a la millor pel·lícula per a televisió i va participar al Zoom Festival Internacional de Ficció Televisiva de 2017.